# 威廉·B·艾伦
威廉·B·艾伦（1944年—）是一位美国政治学家，1972年在克萊蒙研究大學获得博士学位，1988年至1989年担任国家人文基金会主席，是政治学家丹妮尔·艾伦的父亲。